# إليوشن أل-21
إليوشن أل-21 طائرة سوفيتية مقاتلة ذات محرك واحد. ويشغلها طيار واحد. صنعت في الفترة 1936 -1937 من قبل شركة إليوشن لصناعة الطائرات تلبية لطلبات الحكومة السوفيتية.
تميزت بانها لم تكن مصنوعة بالكامل من المعادن. كما تميزت بجناحها المنحفض الاحادي، وقمرة قيادتها المغلقة. وقد واجهت النسخ الأولى من الطائرة مشاكل جدية في تبريد محركها التوربيني ذو 12 اسطوانة، لاحقا هذه المشاكل ومع ادراك سيرجي إليوشن لعدم قدرته على حلها تقرر وقف تطوير المشروع اواخر عام 1939 . صنع من هذه الطائرة نموذجين فقط.

## المواصفات

### الخصائص العامة
- الطاقم : طيار واحد
- الطول : 8.366 متر (27 قدم و6 بوصة)
- طول الجناح : 10 متر (32 قدم و9 بوصة)
- مساحة الجناح : 18.16 متر مربع (195.5 قدم مربع)
- وزن الطائرة : 2,125 كغم (4,685 باوند)
- المحرك : محرك واحد من طراز Mikulin AM-34FRN, 940 kW بقوة حصانية 1260 حصان

### الاداء
- السرعة القصوى : 625 كلم/ ساعة (358 ميل / ساعة)
- المدى : 766 كيلومتر (476 ميل)
- أقصى ارتفاع : 12000 متر (39360 قدم)
- معدل الصعود : 1250 متر/ ثانية (4000 قدم / دقيقة)

### التسليح
- النسخة الأولى : اربع رشاشات نوع (ShKAS machine guns 9) عيار 7.62 ملم
- النسخة الثانية : رشاشين من طراز ShVAK cannon عيار 20 ملم.